# シュヴァルツシルト式望遠鏡

光路図

シュヴァルツシルト式望遠鏡（シュヴァルツシルトしきぼうえんきょう　Schwarzschild telescope）はカール・シュヴァルツシルトにより考案された反射望遠鏡の一形式である。
ドイツのカール・シュヴァルツシルトは1905年に2枚の非球面鏡で初めてアプラナートを実現し、しかも像面湾曲もなかったが、2枚とも球面から大きく外れており当時は実製作に至らなかった。
副鏡直径が主鏡直径の約半分と口径食が大きく、鏡間距離は焦点距離の1.25倍の上に遮光筒が必要なため鏡筒全長が長くなり、地上からの観測にはほとんど使われていない。非点収差も強くF3の場合で直径1.5度の写野周辺で星像のボケは直径18秒に達する。また像面湾曲がないと言ってもメリディオナル像面とサジッタル像面の平均像面が平面になるにすぎない。
1968年12月人工衛星OAO8号に搭載された遠紫外線観測用TVカメラに口径32cmF2の製品が実用化され、また赤外線検出器への応用もある。
1988年現在で世界最大のシュヴァルツシルト式望遠鏡はインディアナ大学にある口径60cm、焦点距離2m、F3.3である。